# Храм Рождества Иоанна Предтечи в Ивановском
Храм Рождества Иоанна Предтечи в Ивановском — православный храм в районе Ивановское города Москвы. Относится к Рождественскому благочинию Московской епархии Русской православной церкви.
Главный престол освящён в честь праздника Рождества Иоанна Предтечи, приделы — в честь святителя Василия Великого (крестильный храм) и в честь святого великомученика Георгия Победоносца (приставной).

## История
Деревянный шатровый храм был выстроен в селе Копьёве (так ранее называлось Ивановское, принадлежало село боярину Никите Романову) в 1667 году. В 1700 году за церковью числилось 10 приходских дворов. В 1801 году построена каменная церковь в стиле русского классицизма. Через Ивановское в 1812 году проходили войска Наполеона Бонапарта. Князь Голицын сообщал Кутузову в письме от 17 сентября о взятии 11 пленных (пруссаков, поляков, француза), грабивших село Ивановское. Убранство храма подверглось переделке в 1840-х годах. Сохранились иконостасы того времени. В 1880-х годах с двух сторон колокольни были созданы пристройки.

### Храм в XX веке
После революции 1917 года церковь продолжала действовать, сюда был перенесён престол закрытой церкви Спаса Нерукотворного Образа в Гиреево.
По переписи 1926 года в Ивановском числилось 1275 человек. В ходе коллективизации в селе был организован колхоз «Вперед», однако значительная часть жителей Ивановского продолжала работать на фабриках Реутова и Перова. Храм оставался духовным центром села, и люди тянулись к нему: даже сельская молодёжь после работы собиралась на гулянья под гармошку у восточной ограды церкви.
С 1989 года настоятелем храма становится протоиерей Петр Захаров.
В 1991 году многолетний настоятель храма протоиерей Михаил Шевченко скончался. Похоронен около алтарной стены храма.
В 1990 году началась реконструкция храма с целью увеличения его площади. К колокольне сделаны пристройки, за счет одной из которых была расширена трапезная часть, а в другой разместилась ризница. Капитальной реконструкции подверглись стены и кровля. В 1991 году состоялась закладка фундамента нового церковного дома: рядом со старым бревенчатым срубом — бывшем домом причта, возник целый комплекс из крестильного храма с мраморной купелью и обширного здания, где разместились классы Воскресной школы и вспомогательные хозяйственные помещения. В уютном церковном дворе появился магазин православной литературы, во двор вынесен из храма и свечной киоск.
9 марта 1991 года на празднование первого и второго обретения главы Иоанна Предтечи храм впервые посетил Святейший Патриарх Московский и всея Руси Алексий II. За Патриаршей Литургией собралось около двухсот человек.

### Храм в XXI веке
Храм остается часто посещаемым, за праздничными и воскресными службами места в храме не хватало. В 2000 году к церкви приписали Храм иконы Божией Матери в Перово. Также к храму приписана часовня Святителя Луки, архиепископа Крымского (Войно-Ясенецкого) при 60 ГКБ.
Зимой 2011 года в храме отслужил Божественную Литургию Евстафий (Евдокимов).
В 2010 и 2011 году в храм приезжал епископ Дмитровский Александр, в 2012 году Божественную Литургию служил епископ Игнатий, епископ Тихон (Зайцев). 6 мая 2013 года Пасхальное Вечернее богослужение возглавил епископ Пантелеимон.
7 июля 2013 года, в день Престольного праздника храма, Божественную Литургию совершил Святейший Патриарх Кирилл.

## Настоятели
- Протоиерей Феодор Казанский (1950-е годы)
- Протоиерей Николай Захаров (1961—1971)
- Протоиерей Николай Ведерников (с 1971 (?) года)
- Протоиерей Михаил Шевченко (до 1989 года)
- Митрофорный протоиерей Петр Захаров (1989 — н. в.)

## Духовенство
- Митрофорный протоиерей Петр Захаров — настоятель с 1989 г.
- Протоиерей Николай Козулин
- Протоиерей Владимир Борисов
- Протоиерей Илья Провада
- Иерей Георгий Иванов
- Диакон Алексий Алмазов
- Диакон Евгений Дубовец[3]

В 2016 году скончался клирик Ивановского храма иерей Михаил Ахламов.

## Погребения на территории храма
Погребения на территории храма начали появляться в начале 1800-х годов.
На территории храма похоронен протоиерей Феодор Казанский вместе со своей матерью М. Казанской. Также на территории храма похоронен настоятель храма протоиерей Михаил Шевченко. На территории похоронены около пяти священнослужителей.

## Настоящее время
При храме работает детская и взрослая воскресная школа, киноклуб, Евангельский клуб, библиотека, церковная лавка, катехизические беседы.
К храму приписан храм иконы Божией Матери «Знамение» в Перово.

## Святыни
В храме находится чтимая икона Божией Матери Всех Скорбящих Радость, икона Иоанна Предтечи и Святителя Василия Великого с частицами их мощей, икона Божией Матери «Взыскание погибших».

## Фотографии

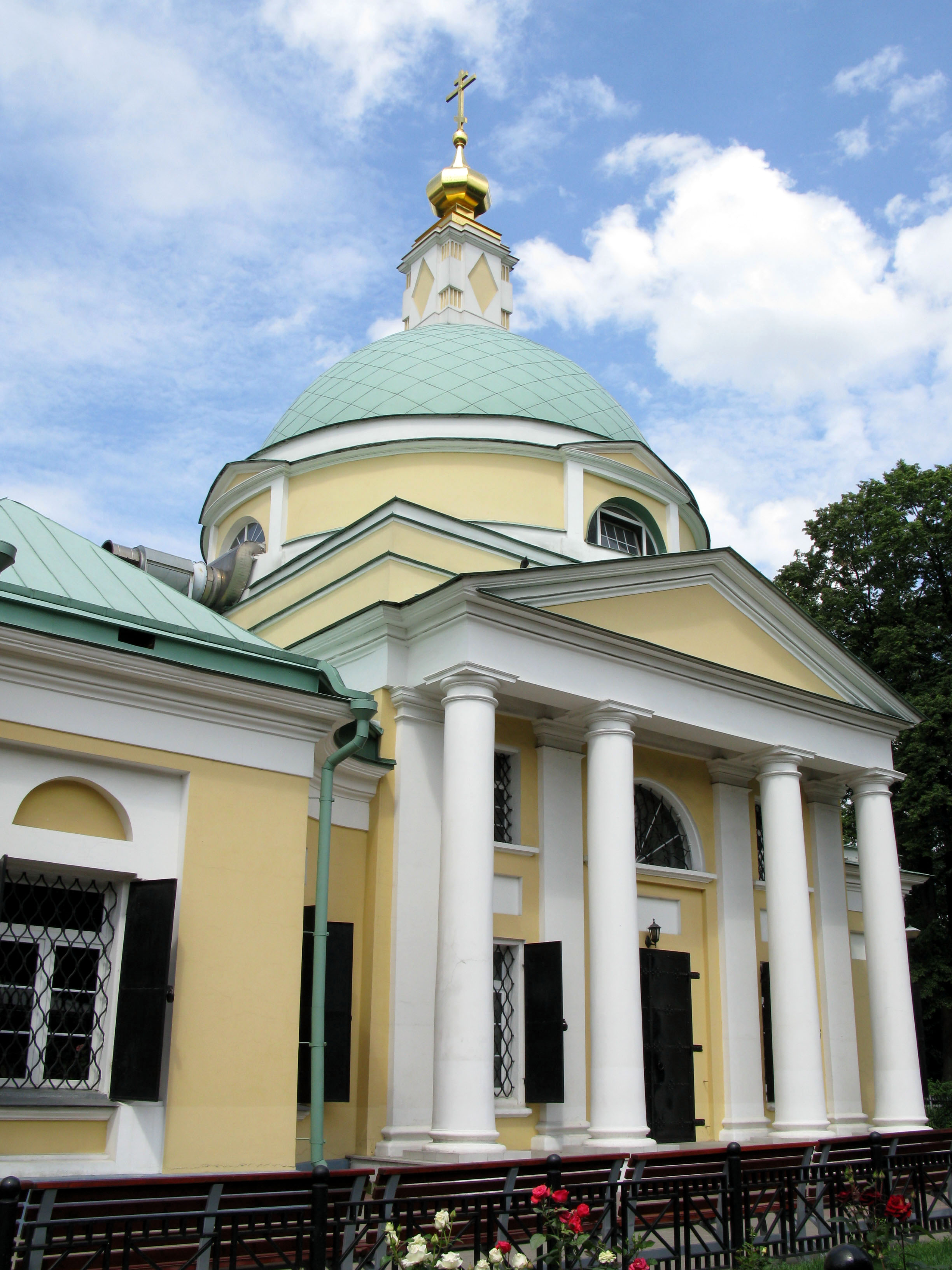
Храм в Ивановском
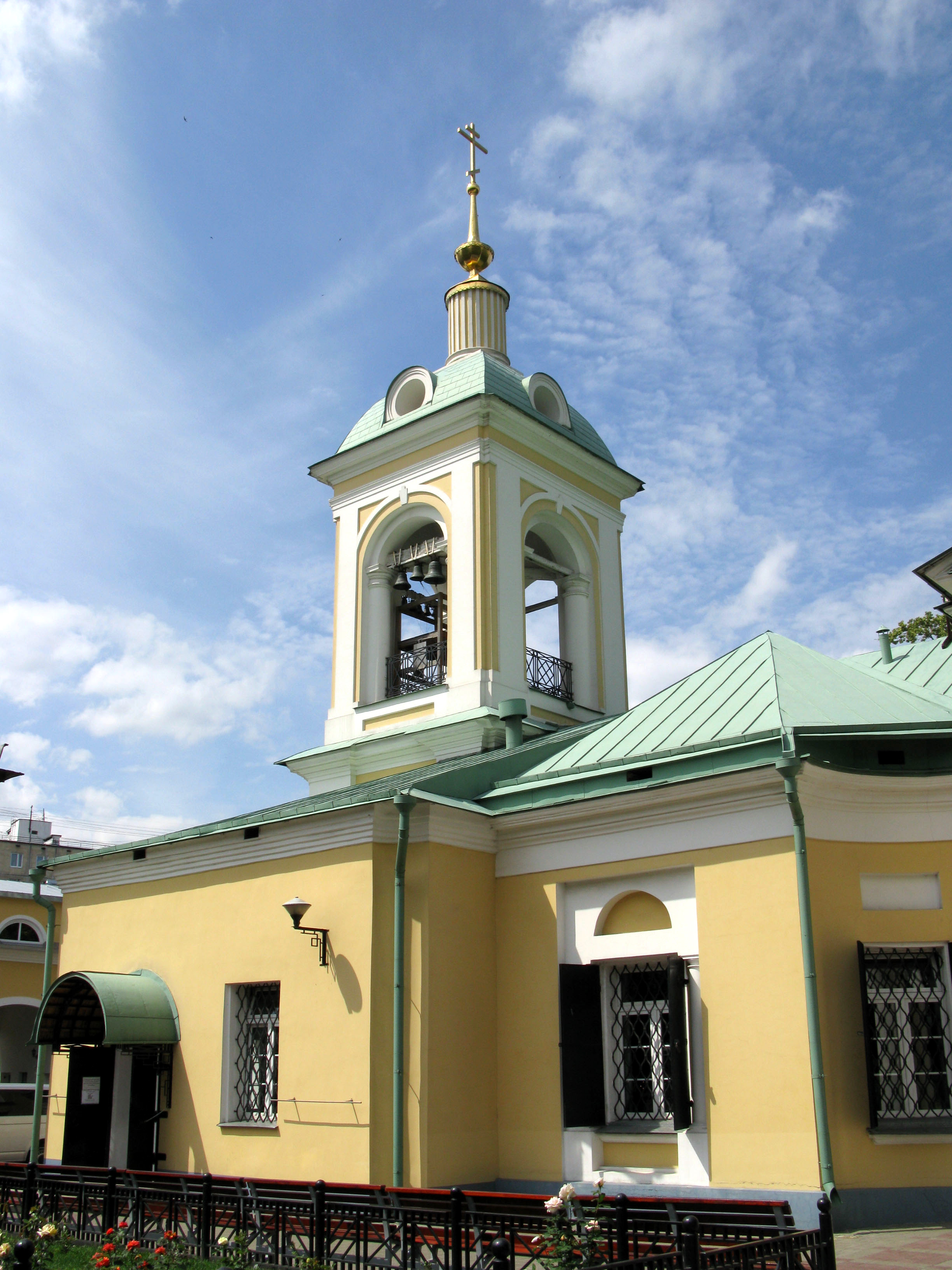
Храм в Ивановском
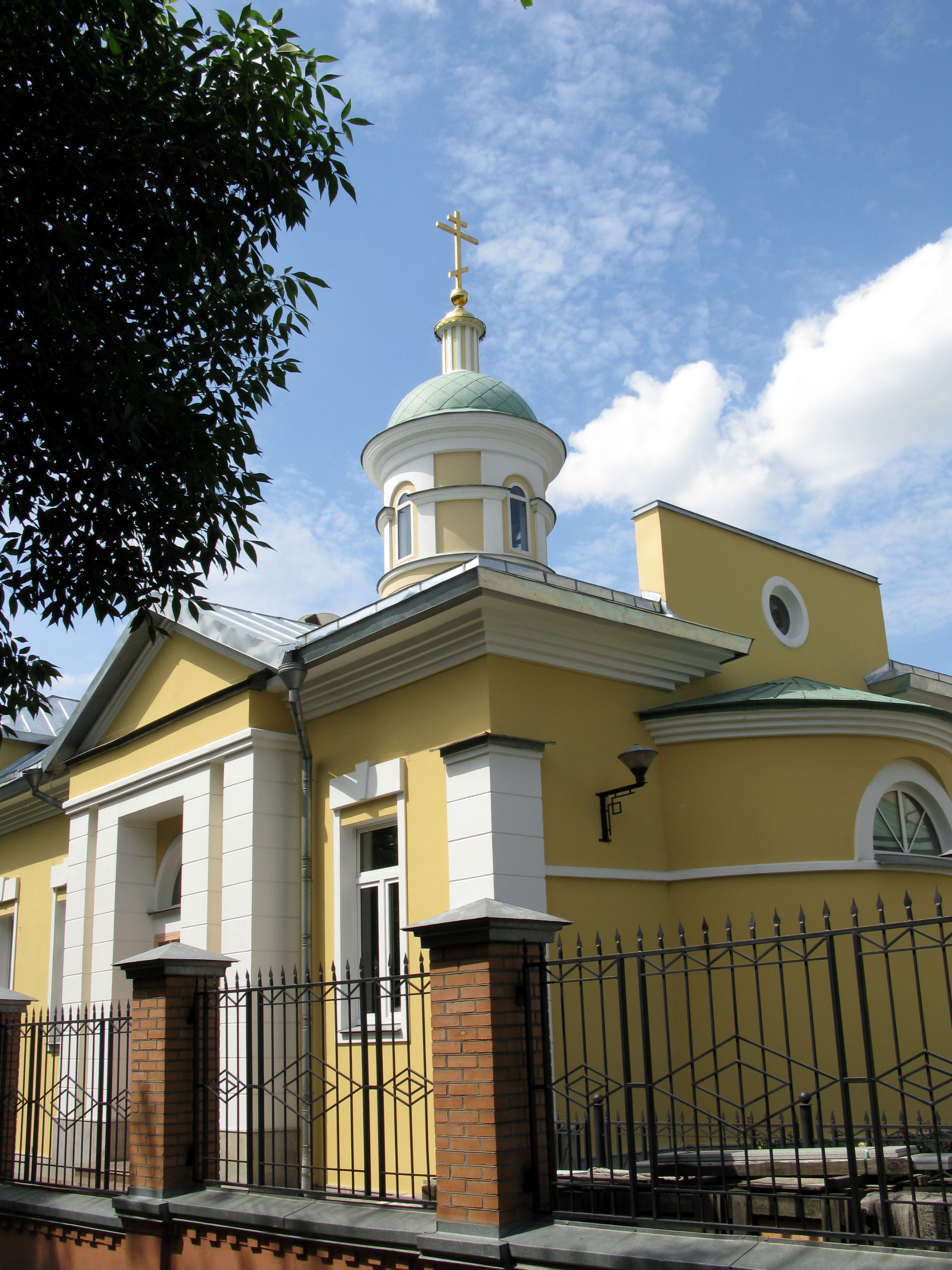
Храм в Ивановском